# Scaphiodontophis venustissimus
Espèce
Synonymes
- Henicognathus venustissimus Günther, 1893

Scaphiodontophis venustissimus est une espèce de serpents de la famille des Colubridae. 

## Répartition
Cette espèce se rencontre :
- en Colombie ;
- au Costa Rica ;
- au Honduras ;
- au Nicaragua ;
- au Panama.

## Description
L'holotype de Scaphiodontophis venustissimus mesure 430 mm, queue non comprise.

## Publication originale
- Günther, 1893 : Reptilia and Batrachia, Biologia Centrali-Américana, Taylor, & Francis, London, p. 1-326 (texte intégral).